# 桃太郎オフィス
桃太郎オフィス（ももたろうオフィス、1995年（平成7年）3月21日 （30歳）- ）は、日本のYouTuber、TikToker、不動産鑑定士、宅地建物取引士、HOOM株式会社(宅地建物取引業)代表。本名は中瀬 桃太郎（なかせ　ももたろう）。
京都府京都市出身。花園中学校・高等学校、立命館大学経営学部経営学科卒。AB型。

## 来歴・人物
- バスケットボールを中学、高校、大学と続ける。
- 桃太郎という名前は、高齢出産で不安だった母が、強く元気な子になって欲しいという願いを込めてつけたもの。
- 5歳からそろばん塾に通い、珠算検定弐段の腕前を持つ。
- 大学2年の時（2015年）に宅建を取得。
- 2018年10月に不動産鑑定士試験に合格。
- 『茶柱2本目』名義でYouTube活動を開始、その後『桃太郎教授』に改名。
- 2020年1月13日放送のさんま・玉緒のお年玉あんたの夢をかなえたろかスペシャル（TBS）に出演。『au三太郎シリーズのCM[注 1]に出たい』という夢を街頭インタビューで語り、当選。2019年12月ごろより放送された、「みんな自由だ」篇において、竜宮城で働く女中役として出演[2]。
- 2020年5月よりTikTokにて「教授あるある」の投稿を始める。通称『チー授』。
- 2021年8月21日から22日にかけて放送された24時間テレビに合わせ、21日21時から22日21時まで｢24時間オンライン生講義ー講義は地球を救うわけないー｣を配信した。
- 2022年8月、YouTubeにて動画の総再生回数が1億回を突破した。
- 2023年3月21日に28歳の誕生日を迎え、活動名を『桃太郎教授』から『桃太郎オフィス』に変更した。なお桃太郎教授とは異なる人格であるとされている[注 2]。
- 2023年6月、約5年勤めた会社を退職し、不動産企業を設立した[3]。
- 2023年7月、不動産鑑定士がお届けする、不動産ネタ＆知識系チャンネルとして新たに『あなたのお部屋査定』が本格始動。同年12月にチャンネル名を『桃太郎オフィス 不動産事業部』に変更した。

## 著作
悪魔の不動産鑑定 -（共著：泰道征憲） 2024年6月21日、クロスメディア・パブリッシング

## 出演

### テレビ
・マツコの知らない世界 地価の世界（TBS、2025年3月4日）